# Ricardo Flores Magón
Ricardo Flores Magón (Eloxochitlán, 1873. szeptember 16. – Fort Leavenworth, Kansas, 1922. november 21.) mexikói anarchista jogász, újságíró, a mexikói forradalom előfutára volt, aki azonban a forradalmárok győzelme után szembekerült a győztesekkel is. Élete során 9 alkalommal zárták börtönbe Mexikóban és az Amerikai Egyesült Államokban.

## Élete
Oaxaca államban született Teodoro Flores és Margarita Magón gyermekeként. Apja az előző évtizedekben harcolt a Mexikót megszálló idegen hadseregek ellen, de támogatta a Porfirio Díaz vezette tuxtepeci felkelést is. Két testvérével, Enriquével és Jesússzal fiatalon Mexikóvárosba költöztek, ahol az általános iskola elvégzése után az Escuela Nacional Preparatoria nevű iskolába kezdett járni. Bár ez az iskola a Díaz-rendszer egyik elitiskolája volt, sok ide járó diák ellenségesen viszonyult a hatalomhoz. 1892-ben „Halál a zsarnok elnökre!” felkiáltással tüntetést is tartottak Díaz újraválasztását ellenezve, a tüntetés elfojtásakor került először börtönbe Flores Magón.

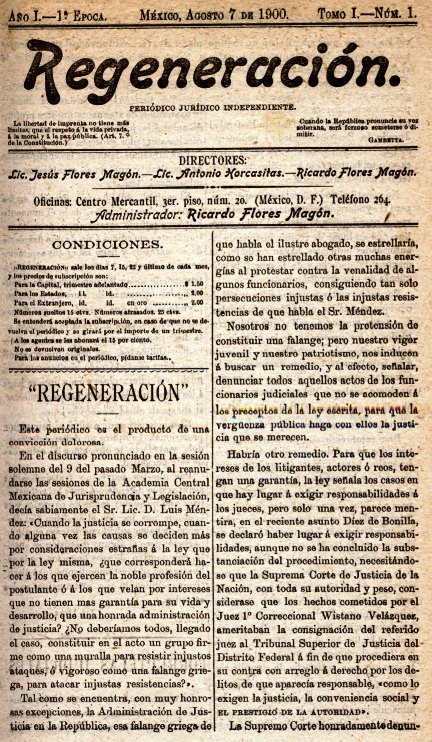
A Regeneración első száma

Testvérével, Jesússzal és Antonio Horcasitasszal megalapították a Regeneración, periódico jurídico independiente című ellenzéki újságot, melynek első száma 1900. augusztus 7-én jelent meg. Mivel Ricardo és Jesús is jogot tanult (utóbbi ügyvéd volt), belülről láthatták a bíróságokon zajló korrupciót, amely ellen újságjukban is felemelték szavukat, később pedig már az egész rendszert keményen bírálták. A lap címe az év utolsó napján is ennek megfelelően „harcosabbra” változott: ettől kezdve Regeneración, periódico independiente de combate („Regeneráció, a harc független folyóirata”) címen jelent meg. 1901-ben részt vett a liberális párt San Luis Potosíban rendezett kongresszusán, ahol nagy sikert aratott felszólalásával, melyben kijelentette: „Uraim! A Díaz-kormány adminisztrációja tolvajok rablótanyája!”.
A Díaz-rendszer nem nézte jó szemmel a Regeneración körül csoportosulók ténykedését, több alkalommal is megvádolták, sőt, börtönbe is zárták őket, egyszer például azért, mert Oaxaca vezetője, Luis G. Córdoba feljelentette őket rágalmazás miatt egy jelentéktelen ügyben. Bár a hatalom más ellenzéki újságírókat is bezáratott, nem sokáig tudta elnémítani őket.
Szabadulásuk után Ricardo és Enrique más lapokban is folytatta harcát, például kiadák az El hijo del Ahuizote című lapot is, amelynek Ricardo volt a szerkesztője. Az 1903. február 5-én tartott, az 1857-es alkotmányra történő megemlékezés napján pedig a szerkesztőség épületére egy hatalmas fekete fonatot erősítettek fel, azzal a felirattal, hogy „az alkotmány halott”. 1904 elején úgy döntöttek, elhagyják az országot: február 3-án érkeztek meg az Egyesült Államok területére, ahol kapcsolatokat alakítottak ki több helyi szocialista vezetővel is. A texasi San Antonióban november 5-én újra kiadták a Regeneración című lapot. Ám itt, külföldön sem találhattak nyugalomra, mivel a Díaz-rendszer felvette a kapcsolatot az itteni hatóságokkal is, és meggyőzte őket, hogy Flores Magónék tevékenysége anarchista, lázító, és az alkotmányos rendszer megdöntésére törekednek. Az üldöztetés miatt társaival a Missouri állambeli Saint Louisba költöztek, de itt is utolérték őket: 1905. november 12-én Ricardo Flores Magónt és Juan Sarabiát ismét börtönbe zárták.

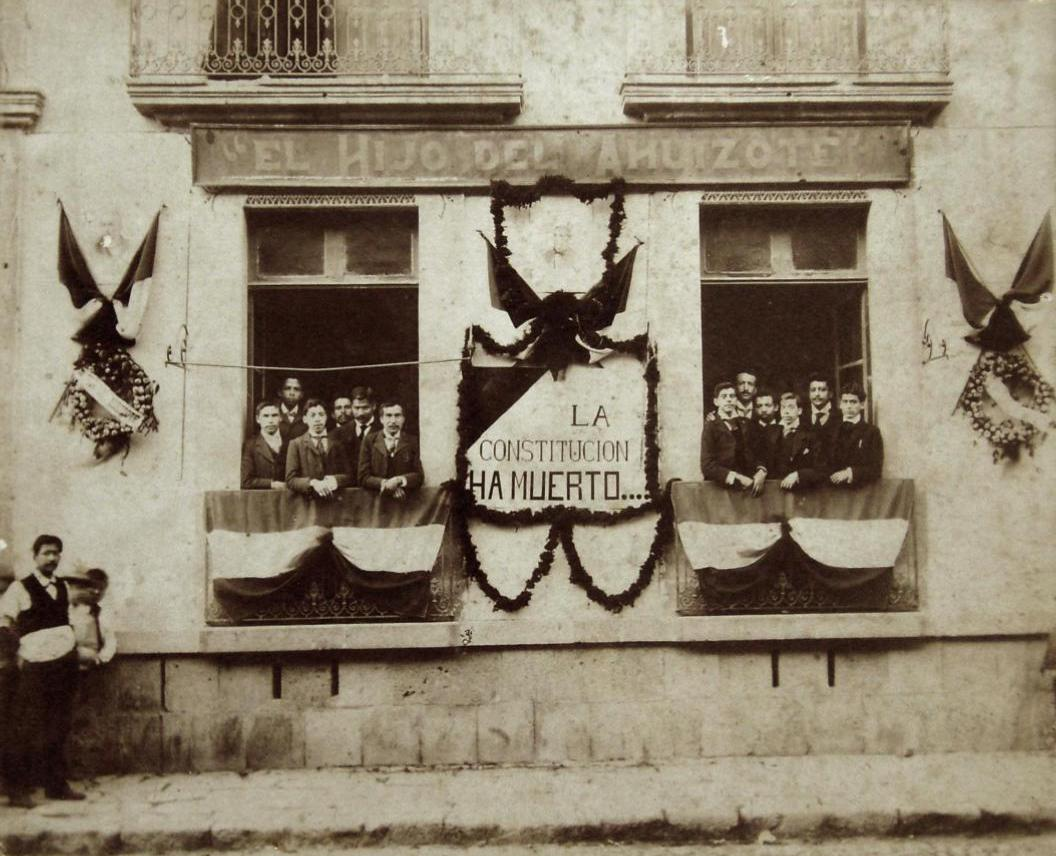
Az 1903-as tiltakozás

Bár társaiktól elkobozták nyomdagépeiket és más ingóságaikat, ezért nehéz anyagi helyzetbe kerültek, mégis sikerült összegyűjteniük annyi pénzt, hogy elég legyen az óvadékra, és Flores Magón kiszabadulhasson. Harcát tovább folytatta, 1908-ban összeesküvéssel és a semlegességi törvények megszegésével vádolták, két évvel később pedig azzal gyanúsították, hogy köze van egy Los Angeles-i épület lerombolásához. A forradalom győzelme után is anarchista-szocialista eszméket hangoztatva lázította a lakosságot, ezért szembekerült Francisco Ignacio Madero, később Venustiano Carranza kormányával is, így állandó üldöztetése nem szűnt meg. 1916 decemberében a mexikói kormány kérte Flores Magón kiadatását, gyilkossági kísérlet, rablás és vasutak megsemmisítése miatt. Mindeközben magonisták csoportjai Alsó-Kalifornia területén portyáztak, így a kormány attól is félt, hogy esetleg területeket fognak kiszakítani az országból. A mexikói kormány azt is szerette volna elérni, hogy az amerikaiak tiltsák be a Regeneración postai úton való terjesztését, ám ebben a kérdésben nem jártak sikerrel. 1918. március 16-án (vagy 21-én) élete során kilencedik alkalommal, ezúttal utoljára került börtönbe, egy, a világ anarchistáihoz szóló kiáltvány miatt, amit saját lapjában jelentetett meg, és amely az Egyesült Államok szerint súlyosan sértette országuk érdekeit az éppen zajló első világháborúban. Ezúttal 21 évre ítélték, és először a Washington államban található McNeil-szigeten tartották fogva, ahonnan 14 hónap után a Kansas állambeli Fort Leavenworthbe szállították. Egészsége ezalatt nagyon megromlott, cukorbetegség, reuma, szürkehályog és tüdőelégtelenség kínozta, de látása is jelentősen károsodott. Felajánlották neki, hogy ha bocsánatot kér, szabadon engedik, ám nem tette meg: ahogy Nicolás T. Bernal nevű barátjának írt levelében fogalmazott: „Nem fogok bocsánatot kérni. Nem fogok! Bocsánatot kérni azt jelentené, hogy lemondok anarchista elveimről.”

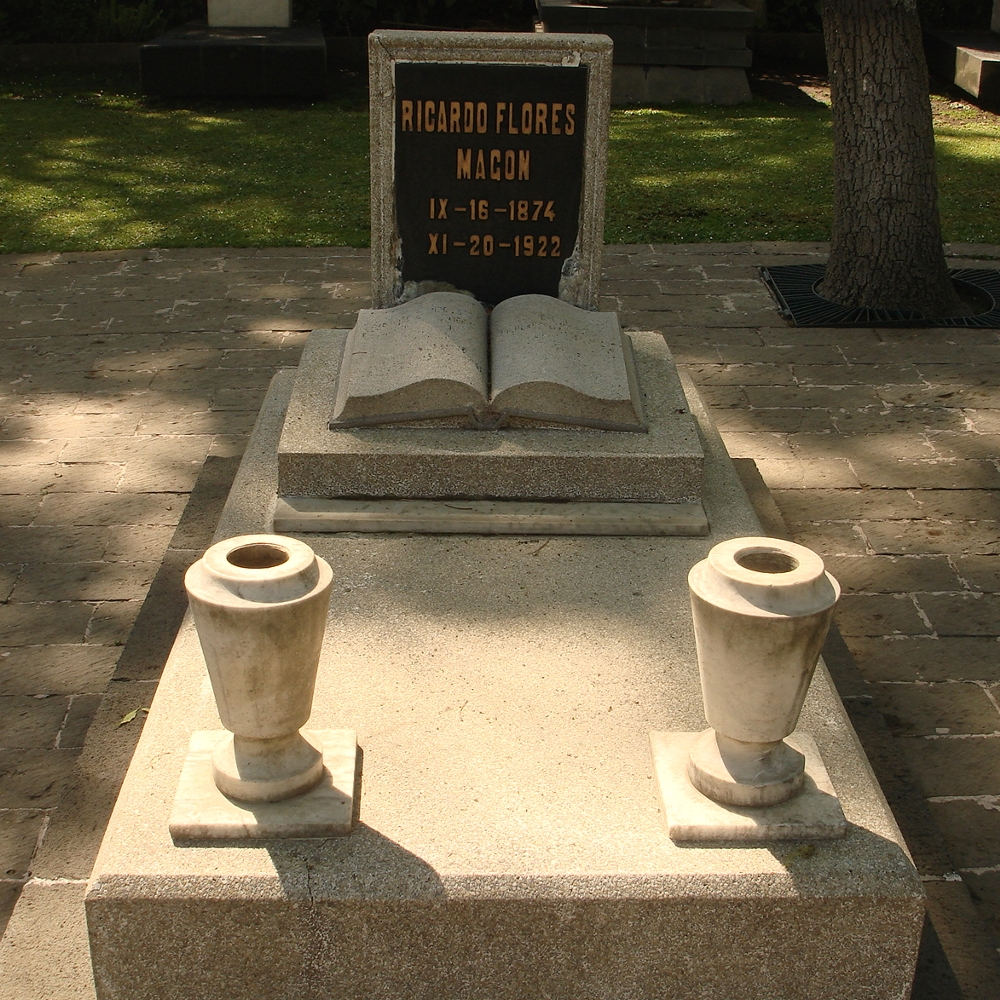
Ricardo Flores Magón sírja Mexikóvárosban

1921-ben a börtönből írt egy levelet Harry Weinberger nevű ügyvédjének, melyben leírta: „Ha egy nap valaki meg tudna győzni, hogy igazságos, hogy gyermekek halnak éhen, és hogy a fiatal nőknek aközül a két pokol közül kell választaniuk, hogy prostituáltnak állnak vagy éhen halnak [...], akkor majd megbánást tanúsítok. De mivel ez soha nem fog megtörténni, így fegyházban kell meghalnom bűnözőnek bélyegezve.”
1922 novemberében halt meg a börtönben. Bár Enrique testvére és Librado Rivera arra gyanakodott, hogy esetleg egy börtönőr ölte meg, valószínűbb, hogy legyengült egészsége miatt szívroham végzett vele. Holttestét Los Angelesbe, majd onnan Mexikóba szállították, ahol 1923. január 16-án a Panteón Francés nevű francia temetőben helyezték nyugalomra, majd 1945. május 1-én áthelyezték a mexikóvárosi Rotonda de las Personas Ilustresbe. Egy korábbi levelében úgy fogalmazott: lehet, hogy barátai majd azt írják sírjára, hogy „Itt nyugszik egy álmodozó.”, de azt semmiképpen ne merészeljék ráírni, hogy „Itt nyugszik egy gyáva, elveinek árulója.” Végül egyik felirat sem került rá a sírra.